# Blue Lips
BLUE LIPS (lady wood phase II) é o terceiro álbum de estúdio da artista musical sueca Tove Lo. Lançado em 17 de novembro de 2017, através da Island Records.
BLUE LIPS (lady wood phase II) consiste em dois capítulos, "LIGHT BEAMS" e "PITCH BLACK", que descrevem coletivamente os "altos, baixos e morte definitiva de um relacionamento". Lo considera que é a segunda metade de um álbum conceitual de duas partes precedido por seu álbum de estúdio anterior, Lady Wood, composto pelos capítulos "Fairy Dust" e "Fire Fade", lançado em 2016.
Além do retorno de compositores-produtores como The Struts, Ali Payami e Joe Janiak, o álbum apresenta novas colaborações com Alex Hope e Lulou, entre outros. Daye Jack é o único artista em destaque no álbum. Musicalmente, o álbum foi rotulado como "dance-pop bem concebida" e observa-se que segue a "veia electro-pop hipnotizante" de seu álbum anterior.
Para acompanhar o álbum, um curta-metragem com o mesmo nome foi lançado em 19 de outubro de 2018.

## Antecedentes e gravação
O álbum anterior de Lo, Lady Wood, foi lançado em 28 de outubro de 2016 para avaliações críticas positivas e sucesso comercial justo, com o fato de se tornar seu álbum mais alto nos Estados Unidos até a data. Em entrevistas de imprensa em apoio ao lançamento do álbum, Lo aludiu a outro álbum de material similar a tematicamente lançado no ano seguinte, que foi tentativamente intitulado Lady Wood: Phase II. No início de 2017, Lo saiu em digressão com a Lady Wood Tour em apoio ao álbum e, durante as entrevistas na imprensa, ela disse que estava trabalhando em um material novo para ser incluído com a parcela já registrada durante as sessões de Lady Wood.
A música "bitches", intitulada "What I Want for the Night (Bitches)", foi mostrada pela primeira vez através do curta metragem Fairy Dust em outubro de 2016 e uma versão ao vivo foi lançada através do Spotify em novembro de 2016. Lo também mostrou a faixa "struggle" (então intitulada "The Struggle") durante sua apresentação no Coachella Valley Music and Arts Festival em abril de 2017.
Durante os meses anteriores ao lançamento do álbum, Lo disse mais tarde que, com temática, BLUE LIPS (lady wood phase II) seria uma irmã "dramática" e "altamente emotiva" para Lady Wood, e teria dois capítulos contrastantes: "LIGHT BEAMS" e "PITCH BLACK". O título oficial do álbum foi anunciado em conjunto com seu único single "Disco Tits" em 7 de setembro de 2017. A capa do álbum foi revelada nas mídias sociais de Tove em 31 de outubro de 2017.

## Lançamento
Lo ainda começou a pensar no lançamento de seu terceiro álbum de estúdio desde o lançamento de Lady Wood em 2016. Em janeiro de 2017, ela sugeriu que o álbum seria lançado na primavera daquele mesmo ano, porém em 31 de outubro de 2017 ela confirmou que BLUE LIPS (lady wood phase II) seria lançado oficialmente em 17 de novembro de 2017.
Na noite do lançamento do álbum, Lo apresentará um show em uma festa de lançamento em Elsewhere, no Brooklyn, Nova Iorque.

## Alinhamento de faixas
| Blue Lips (Lady Wood Phase II) |                             |                                                       |                       |         |  |
| N.º                            | Título                      | Compositor(es)                                        | Produtor(es)          | Duração |  |
| 1.                             | "LIGHT BEAMS"               | Tove Nilsson Ludvig Söderberg Jakob Jerlström         | The Struts            | 1:07    |  |
| 2.                             | "Disco Tits"                | Nilsson Söderberg Jerlström                           | The Struts            | 3:43    |  |
| 3.                             | "shedontknowbutsheknows"    | Nilsson Söderberg Jerlström                           | The Struts            | 3:17    |  |
| 4.                             | "shivering gold"            | Nilsson Söderberg                                     | Jack & Coke Söderberg | 3:36    |  |
| 5.                             | "dont ask dont tell"        | Nilsson Ali Payami                                    | Payami                | 3:46    |  |
| 6.                             | "stranger"                  | Nilsson Payami Niklas Ljungfelt                       | Payami                | 3:55    |  |
| 7.                             | "bitches"                   | Nilsson Payami                                        | Payami                | 2:17    |  |
| 8.                             | "PITCH BLACK"               | Lukas Loules Choukri Gustmann                         | LOULOU Gustmann       | 0:54    |  |
| 9.                             | "romantics" (com Daye Jack) | Nilsson Daye Jack Loules Gustmann Söderberg Jerlström | LOULOU Gustmann       | 3:33    |  |
| 10.                            | "cycles"                    | Nilsson Söderberg Jerlström Joe Janiak                | The Struts            | 3:28    |  |
| 11.                            | "struggle"                  | Nilsson Söderberg Jerlström                           | The Struts            | 3:47    |  |
| 12.                            | "9th of october"            | Nilsson Söderberg Jerlström                           | The Struts            | 3:25    |  |
| 13.                            | "bad days"                  | Nilsson Gustav Weber Vernet                           | Vernet                | 3:26    |  |
| 14.                            | "hey you got drugs?"        | Nilsson Alex Hope                                     | Hope                  | 4:18    |  |
| Duração total:                 | Duração total:              | Duração total:                                        | Duração total:        | 44:32   |  |

## Desempenho nas paradas musicais
| Paradas Musicais (2017)              | Melhor posição |
| ------------------------------------ | -------------- |
| Canadian Albums (Billboard)          | 78             |
| Dutch Albums (MegaCharts)            | 86             |
| New Zealand Heatseeker Albums (RMNZ) | 4              |
| Norwegian Albums (VG-lista)          | 39             |
| Swedish Albums (Sverigetopplistan)   | 15             |
| US Billboard 200                     | 138            |